# Aeroportul Tenerife Sud
Aeroportul Tenerife Sud (IATA: TFS, ICAO: GCTS) este un aeroport din Granadilla de Abona⁠(d), Tenerife, Provincia Santa Cruz de Tenerife, Insulele Canare, Spania ce deservește zona Tenerife. Aeroportul a fost tranzitat în 2022 de 10.821.703 pasageri. A fost deschis în 1978 și numit după zona deservită.
Situat la o altitudine de 64 m, aeroportul dispune de 1 pistă. Este operat de ENAIRE⁠(d).

## Infrastructură

### Piste
Aeroportul dispune de o singură pistă. Pista 07/25 are suprafața de asfalt și dimensiunile 3.200 m × 45 m. 